# Скартаццини, Джованни Андреа
Джованни Андреа Скартаццини (30 декабря 1837, Бондо, кантон Граубюден, Швейцария — 10 февраля 1901) — швейцарский историк литературы, литературный критик и публицист, по основному роду занятий пастор и преподаватель. Известен как один из крупнейших исследователей «Божественной комедии» Данте и переводчик этого произведения на немецкий язык.

## Биография
Происходил из итало-швейцарской семьи, его отец был нотариусом. Получил образование в институте Евангельских миссий в Базеле и миссионерской школе в Берне, позже был рукоположён в священники и служил пастором в ряде швейцарских городов, в том числе в Сольо. Из-за начала своей литературоведческой деятельности и высказывания спорных с точки зрения реформатской церкви религиозных взглядов был вынужден в 1869 году оставить пасторство. С 1871 по 1874 год был преподавателем итальянского языка в кантональной школе Кура, однако в 1884 году был вынужден из-за конфликтов оставить эту должность. Он переехал в Фарванген, кантон Ааргау, где ему удалось вновь получить место пастора, на котором он состоял до конца своей жизни.
Занимался в основном изучением творчества Данте, а также жизнью Джордано Бруно и Галилео Галилея. Написал несколько ценных работ о Данте: «Dante Alighieri, seine Zeit, sein Leben und seine Werke» (Биль, 1869, 2-е издание: Франкфурт-на-Майне, 1879), обширные комментарии к «Divina Commedia» (Лейпциг, 1874—1890, школьное издание, Милан, 1893—1895), «Abhandlungen über Dante» (Франкфурт, 1880), «Dante in Germania» (Милан, 1880—83), «Dante, Vita ed opere» (Милан, 1883, 2-е издание — 1894, под названием «Dantologia»; английский перевод — Бостон, 1887), «Prolegomeni delia Divina Commedia» (1890), «Dante-Handhuch» (Лейпциг, 1892) и «Enciclopedia Dantesca» (Милан, 1896). Другие сочинения Скартаццини: «Kreisblätter zum Frieden» (Биль, 1866), «Giordano Bruno» (там же, 1867), «Die theologischreligiöse Krisis in der Bernischen Kirche» (там же, 1867), «Il processo di Galileo Galilei» (Флоренция, 1878) и другие.